# تحالف وادي ميديكون
يُعد تحالف وادي ميديكون منظمةً تتكون من مجموعة كبيرة من الشركات الدنماركية-السويدية التي تُمثل علوم الحياة البشرية في وادي ميديكون., باعتباره منظمة غير هادفة للربح، يتولى تحالف وادي ميديكون (MVA) تنفيذ مبادرات نيابةً عن المجتمع المحلي لخدمة علوم الحياة لفتح المجال لأبحاث جديدة وتوفير فرص عمل - وهي مبادرات تُعزز من بناء وادي ميديكون وتطويره، ولا يمكن تنفيذها بشكلٍ فردي من قبل أعضاءٍ بعينهم فهي تحتاج لعملٍ جماعي.
تضم قاعدة أعضاء تحالف وادي ميديكون مختلف الشركات من شركات تقانة حيوية، تقانة طبية وشركات صناعة الدواء بجميع أحجامها؛ سواء صغيرة أو متوسطة أو كبيرة، فضلاً عن المنظمات العامة، والجامعات، والمناطق العلمية، والمستثمرين، والعديد من مقدمي خدمة الأعمال. ويمكن الاطلاع على نظرةً عامة حول جميع الأعضاء بما في ذلك معلومات الاتصال والمسار وعقد الخدمات والوظائف الخالية على موقع www.mediconvalleyonline.com.
ويهدف التحالف إلى تعزيز النمو الاقتصادي، وزيادة القدرة التنافسية ومعدل الوظائف في وادي ميديكون، فضلاً عن محاولاته لزيادة الاعتراف الدولي بوادي ميديكون بهدف جذب الأيدي العاملة، والاستثمارات، والشركاء. ويسعى لتحقيق ذلك من خلال تعزيز الشبكات المحلية، وتطوير ظروف إطار العمل المحلي والعمل على تحسينها، وزيادة ظهور وادي ميديكون، وتيسير العلاقات الدولية للشركات والمؤسسات البحثية في كافة أرجاء العالم.
أما فيما يتعلق بتيسير العلاقات الدولية، يعتمد تحالف وادي ميديكون بشكلٍ أساسي على ما يُعرف باسم برنامج سفير علوم الحياة - وهو عبارة عن شبكة عالمية تتكون من مجموعات علوم الحياة المبتكرة من كافة أنحاء العالم. ويوفر برنامج سفير علوم الحياة فرصةً فريدة لشركات علوم الحياة والمؤسسات البحثية لإيجاد شركاء، ومساهمين، ومستثمرين، ورُعَاة من جميع أنحاء العالم.